# 文章読本
『文章読本』（ぶんしょうどくほん）は、小説家が読者向けに文章の書き方、読み方を分かりやすく記した文章講座の随筆集。1934年に谷崎潤一郎がこのタイトルで刊行したことからはじまり、多くの作家が同じタイトルを踏襲した文章講座をそれぞれ出版し、20世紀日本文学のひとつの形をつくっている。本項ではおもに谷崎潤一郎、川端康成、三島由紀夫の『文章読本』について述べる。

## 谷崎潤一郎
『文章讀本』のタイトルで1934年（昭和9年）11月に中央公論社より単行本刊行された。谷崎潤一郎自身が、「いろいろの階級の、なるべく多くの人々に読んで貰ふ目的で、通俗を旨として書いた」と前書きで記しているように一般読者向けに、
1. 「文章とは何か」
2. 「文章上達法」
3. 「文章の要素」

と大きく3つの項目に分けて、以下のような主旨の内容を綴っている。
- 言語は思想を伝達する機関であると同時に、思想に一つの形態を与える、纏まりをつける、と云う働きを持っている。
- 言語は万能なものではないこと、その働きは不自由であり、時には有害なものであることを、忘れてはならない。
- 文章のコツ、すなわち人に「わからせる」ように書く秘訣は、言葉や文字で表現出来ることと出来ないこととの限界を知り、その限界内に止まること。
- 文章に実用的と藝術的の区別はない。
- 出来るだけ多くのものを繰り返して読むこと、実際自分で作ってみること。
- 余りはっきりさせようとせぬこと。

説明上、多様に引用を行って、国語の成り立ちや現代文の形式や在り方について説明を行い、日本の古典としては『更級日記』や『源氏物語』の「須磨の巻」、当時の現代文として志賀直哉の『城の崎にて』、英文としてはセオドア・ドライサーの『アメリカの悲劇』などが言及される。特に『城の崎にて』は、テーマの1つである実用と芸術の区別なきものの代表として賞賛し、特に優れた文章として何度も引用される。
数万部を売り上げたとされる谷崎の『文章讀本』には様々な反響があったが、総じて文壇では否定的な論調が多かった。しかしながら、小林秀雄と川端康成は、谷崎の『文章讀本』を積極的に支持した。また、単純な文章の書き方以外にも、現在ではあまり問題視されないルビ振りや句読点についての考察も行われており、2016年の新潮文庫版で解説を担当した筒井康隆は、現在においては谷崎が問題視しているほど重視されなくなっているもの（解決済みを含む）もたくさんあると評している。
谷崎は1959年1月『中央公論』に『気になること』のタイトルで新聞記事の文章についての随筆を書いている。

### おもな刊行本
- 『文章讀本』（中央公論社、1934年11月） NCID BN01422159
- 『文章讀本』（旺文社文庫、1970年12月）
- 『文章讀本』（中公文庫、1975年1月10日。改版1996年2月18日、2003年4月15日）
  - カバーデザイン：初刊本の扉による。解説：吉行淳之介
- 『陰翳礼讃・文章読本』（新潮文庫、2016年8月1日）
  - 陰翳礼讃との合冊。解説：筒井康隆

### 全集収録
- 『谷崎潤一郎全集第18巻』（中央公論新社、2016年5月7日）
  - 装幀：ミルキィ・イソベ。装画：山本タカト。四六判。函入。
  - 収録作品：「文章讀本」「聞書抄」「猫と庄造と二人のをんな」ほか

## 川端康成
1949年（昭和24年）2月から1950年（昭和25年）11月まで、「新文章講座」として雑誌『文藝往来』に連載され、11月10日にあかね書房より『新文章讀本』のタイトルで単行本刊行された。
少年時代から『源氏物語』『枕草子』を音読し親しんできた川端康成は、その「生命ある文章」へのノスタルジーから文章講座の筆をとった。「つねに新しい文章を知ることは、それ自身小説の秘密を知ることである。同時にまた、新しい文章を知ることは、古い文章を正しく理解することであるかも知れぬ」と前書きで記している。
文芸評論家でもあった川端は、多くの作家の文章を引用し、名文の秘密を論じた文章論を展開している。内容は、第1章から第10章までに分かれ、さらに一つの章がいくつかの項目に分けられている。
古典作品以外に引用されている作家は、芥川龍之介、石川淳、宇野浩二、泉鏡花、永井荷風、室生犀星、横光利一、志賀直哉、佐藤春夫、菊池寛、久保田万太郎、田山花袋、フローベール、武者小路実篤などが挙げられる。川端の評論家・随筆家としての気質が発揮されている書である。
なお、向井敏は、川端の文章読本は「別人の代作だそう」とあいまいな伝聞として一言触れているが、伊藤整・瀬沼茂樹との合作だと判明している評論『小説の研究』などは文庫で再版していないのに比し、『新文章讀本』は川端本人の著作として2007年（平成19年）にタチバナ教養文庫で再版されている。川端の『新文章讀本』代作疑惑については丸谷才一も自身の著書『文章読本』中で「代作と言はれてゐる」と記している。

### おもな刊行本
- 『新文章讀本』（あかね書房、1950年11月10日） NCID BN10157999
  - B6判。紙装。196頁
  - まえがき：川端康成
  - 収録作品：「新文章讀本」「綴方について」「綴方の話」
- 『新文章讀本』（創元文庫、1952年5月）
- 『新文章讀本』（新潮文庫、1954年9月）
  - 解説：伊藤整
  - 収録作品：初刊本と同じ。
- 『新文章讀本』（角川文庫、1954年9月）
  - 解説：北條誠
- 『新文章讀本』（タチバナ教養文庫、2007年12月16日）
  - 解説：川端香男里
  - 収録作品：「新文章讀本」「文章學講話（大正14年7月）」「新文章論（大正12年11月）」「新文章論（昭和27年4月）」

### 全集収録
- 『川端康成全集第32巻 評論4』（新潮社、1982年7月20日）
  - 四六判。函入。布装。
  - 収録作品：「現代作家の文章を論ず」「新文章論」「文章学講話」「現代作家の文章」「書簡の書き方」「走馬燈的文章論」「文章について」「文章」「わが愛する文章」「新文章読本」「新文章論」「竹取物語」ほか

## 三島由紀夫
1959年（昭和34年）、雑誌『婦人公論』1月号の別冊付録として掲載され、同年6月25日に中央公論社より単行本刊行された。
三島の『文章読本』の特徴は、「素人文学隆盛」の風潮で誰でも作家になれる形式の安易な文章入門書が跋扈していることに反対し、本物の作家にしか書けない「観賞的文章」を解説することで、レクトゥール（普通読者。小説を娯楽で読む者）であった人を、作家としての必要条件であるリズール（精読者。小説の世界を実在のものとして生きて深く味わう者）へと導くことを主眼においている。
具体的な解説項目は第二章から第八章に分かれ、日本語の特質や、散文と韻文の違い、短編小説と長編小説の文体、評論や戯曲の文章、翻訳の文章の特色などが紹介され、それぞれを鑑賞する際の注意などが具体的に書かれ、最後に「質疑応答」が付されている。特に三島らしい点は、文章の「格調と気品」を重んじているところである。
約60名の日本人作家と約50名の外国人作家の文章について解説し、珍しいところでは山下清の文章にまでコメントは及ぶ。文中にて特に多く言及された作家としては、森鷗外（21ページ）、谷崎潤一郎（19ページ）、志賀直哉（11ページ）、プルースト（11ページ）、コクトー（7ページ）、ドストエフスキー（6ページ）、ゲーテ（6ページ）、ラディゲ（5ページ）などが挙げられる。（括弧内は現れるページの総数）

### おもな刊行本
- 『文章読本』（中央公論社、1959年6月25日） NCID BN05330824
  - 装幀：三島由紀夫。背クロス紙継ぎ装。菊判。機械函。207頁
  - ※ 1969年（昭和44年）7月25日発行の2刷で本扉、函改装。帯変更。
- 文庫版『文章読本』（中公文庫、1973年8月10日。改版1995年12月、新版2020年3月）
  - 装幀：白井晟一。カバー画：18世紀末スペインのタピスリー下絵。
  - 解説：野口武彦。新版は人名索引

### 全集収録
- 『三島由紀夫全集28巻（評論IV）』（新潮社、1975年8月25日）
  - 装幀：杉山寧。四六判。背革紙継ぎ装。貼函。
  - 月報：開高健「匿名の自然」。《評伝・三島由紀夫28》佐伯彰一「三島由紀夫以前（その4）」。《三島由紀夫論3》田中美代子「女神をめぐって」。
  - 収録作品：昭和33年3月から昭和34年1月の評論36篇。
  - ※ 同一内容で豪華限定版（装幀：杉山寧。総革装。天金。緑革貼函。段ボール夫婦外函。A5変型版。本文2色刷）が1,000部あり。
- 『決定版 三島由紀夫全集31巻・評論6』（新潮社、2003年6月10日）
  - 装幀：新潮社装幀室。装画：柄澤齊。四六判。貼函。布クロス装。丸背。箔押し2色。
  - 月報：寺崎裕則「私の心の中に生きる三島さん」。粉川宏「三島さんの思い出」。［思想の航海術6］田中美代子「メビウスの輪の中に」
  - 収録作品：昭和34年1月から昭和36年12月まで（連載物は初回が）の評論149篇。「文章読本」「憂楽帳」「十八歳と三十四歳の肖像画」「ぼくはオブジェになりたい」「社会料理三島亭」「発射塔」「美に逆らふもの」「アメリカ人の日本神話」「法律と文学」ほか

## その他の作家の文章読本
- 菊池寛『文章読本』（モダン日本社、1937年6月）[注釈 2]。
- 伊藤整編『文章讀本』（河出書房〈河出新書〉、1954年9月）
  - 自身の論3篇を含む。
- 野間宏『文章入門』（青木文庫、1963年）
- 中村真一郎『文章読本』（文化出版局、1975年。新潮文庫、1982年3月）
- 丸谷才一『文章読本』（中央公論社、1977年9月。中公文庫、1980年9月。改版1995年11月）
  - 古今東西の評論・随筆を旧かなで表記・引用している。文庫でも多数重版し改版もされた。
- 井上ひさし『自家製 文章読本』（新潮社、1984年4月。新潮文庫、1987年4月）
  - 文学史に残る名作から現代の広告文までを様々なジャンルを扱っている。
- 吉行淳之介編『文章読本』（福武文庫、1988年1月。ランダムハウス講談社文庫、2007年6月）
  - 崎潤一郎、川端康成、三島由紀夫、丸谷才一など、20人の作家の文章についての短文を集めた随筆。
- 向井敏『文章読本』（文藝春秋、1988年11月。文春文庫、1991年11月）
- 中村明『悪文――裏返し文章読本』（ちくま新書、1995年5月。ちくま学芸文庫、2007年1月）
  - 中村明は他に、『名文』（筑摩書房、1979年3月。ちくま学芸文庫、1993年3月）、『現代名文案内』（ちくま学芸文庫、2004年4月）などがある。
- 中条省平『文章読本――文豪に学ぶテクニック講座』（朝日新聞社、2000年2月。中公文庫、2003年10月）
- 斎藤美奈子『文章読本さん江』（筑摩書房、2002年2月。ちくま文庫、2007年12月）
- 林真理子『林真理子の名作読本』（文春文庫、2005年10月。）
  - 三島由紀夫と同じく、雑誌『婦人公論』の2003年4月7日号の別冊付録として初出発表された。谷崎潤一郎、三島由紀夫などの文章を引用する一方、よしもとばなな、村上龍、宮部みゆきなど、現代を代表する同時代の作家の作品にも言及している。